# Damokos Gyula-kúria
Az alsócsernátoni Damokos Gyula-kúria műemlék épület Romániában, Székelyföldön, Kovászna megyében. A romániai műemlékek jegyzékében a CV-II-m-A-13170 sorszámon szerepel.

## Története
A kúria a Damokos család birtokában volt, amíg nem államosították. Jelenlegi neoklasszicista formáját egy 1831-es átépítéssel érte el. Többször rongálta meg földrengés.
Az udvarház falai között született Jókai Mór Damokosok című 1883-ban megjelent regénye, melynek főszereplője Damokos Tamás csíki főkapitány.
1949-ben államosították. 1949–1971 között gabonaraktárként, szülőotthonként, alkalmi munkások lakásaként, a mezőgazdasági munkálatokban részt vevő katonák szállásaként használták, majd az 1960–1968-as években disznóhizlaldává züllesztették, végül traktorállomás költözött bele. Az épület végveszélybe került. Szerencsére 1971–1972-ben Király Károly, a megye akkori vezetője művelődési céloknak adta át.
Az épületben 1973 óta a Haszmann Pál Múzeum és fafaragó-iskola működik. Azért, hogy a múzeum ne holt tárgyak intézménye legyen, megalakult 1973-ban a Csernátoni Népfőiskola és a Bod Péter Közművelődési Egyesület is, melynek égisze alatt megjelent a Csernátoni Füzetek közművelődési kiadvány. A Népfőiskolában folyamatosan azóta is hagyományos népi mesterségeket, elsősorban a fafaragás ősi mesterségének csínját-bínját és a bútorfestés gyönyörű motívumkincsét, sok hasznos régi mesterség fortélyait sajátíthatják el az alkotó fiatalok. Egy idényben itt több mint 600 fiatal fordul meg, találkozva egymással a történelmi Magyarország minden szegletéből és a nagyvilágból.